# Vuelo 8387 de Henan Airlines
El vuelo 8387 de Henan Airlines fue un vuelo nacional operado por Henan Airlines desde Harbin a Yichun, China. En la noche del 24 de agosto de 2010, el Embraer E190 que operaba la ruta se estrelló al aproximarse al aeropuerto de Yichun Lindu en medio de la niebla. Cuarenta y cuatro de las 96 personas a bordo murieron. Fue la primera pérdida y el primer accidente fatal que involucró al Embraer E190 y, hasta 2021, el más mortífero. 
El informe final de la investigación, publicado en junio de 2012, concluyó que la tripulación de vuelo no cumplió con los procedimientos de seguridad para operaciones con poca visibilidad.

## Aeropuerto y clima
El aeropuerto de Yichun Lindu, en la provincia de Heilongjiang, tiene una pista de 2,3 km (1,4 millas) de largo, 45 m (148 pies) de ancho, habilitada para operar con aviones de pasillo único como Airbus A320 y Boeing 737. El aeropuerto inició operaciones el 26 de agosto de 2009, un año antes del accidente. El día del accidente el aeropuerto contaba con dos controladores de vuelo, ambos en buen estado de salud y calificados. El informe final también confirmó que todos los procedimientos de seguridad se habían realizado correctamente, que el equipo de navegación y comunicaciones del aeródromo funcionaba correctamente y que la pista estaba operativa. 
El aeropuerto está ubicado en un valle, con alrededor del 90% de humedad relativa, especialmente por la tarde, desde las 17:00 hasta las 21:00 horas. La rápida caída de temperatura con poco viento proporciona las condiciones para una formación de niebla conocida como niebla de radiación , caracterizada por una niebla espesa y baja que impacta significativamente las operaciones. En septiembre de 2009, un mes después del inicio de operaciones en el aeropuerto de Yichun, China Southern Airlines decidió no operar de noche en ese aeropuerto debido a preocupaciones con la seguridad de las operaciones. 
La noche del accidente, el observatorio meteorológico del aeropuerto emitió boletines indicando las condiciones de visibilidad. A las 19:00, la visibilidad era de 1,0 km (0,62 mi), a las 21:00 era de 8,0 km (5,0 mi). A las 21:08, el aeropuerto emitió un boletín especial informando que la visibilidad se redujo a 2,8 km (1,7 millas) y disminuyó rápidamente. 

## Accidente
El vuelo 8387 partió del aeropuerto de Harbin a las 20:51, a las 21:10 la aeronave obtuvo el informe meteorológico del aeropuerto de Yichun y les dijeron que la visibilidad era de 2.800 m (9.200 pies). A las 21:16 se alertó a la tripulación de una densa niebla en el aeropuerto y en los siguientes diez minutos confirmaron una altura de decisión de 440 m (1.440 pies) para una aproximación VOR / DME a la Pista 30. A las 21:28:19 el aeropuerto El controlador le dijo al Vuelo 8387 que aunque la visibilidad vertical estaba bien, la visibilidad horizontal era baja. A las 21:28:38 la aeronave sobrevoló el aeropuerto y fue vista por el controlador del aeropuerto. A las 21:33 completaron un giro de procedimiento para la aproximación, a las 21:36 se desactivó el piloto automático. A las 21:37 la aeronave había descendido a la altura de decisión de 440 m (1440 pies) pero el piloto no podía ver la pista. A las 21:38 comenzó el aviso sonoro de altura, aunque la tripulación no podía ver la pista y había superado la altura de decisión, no realizaron un procedimiento de aproximación frustrada y la aeronave chocó contra el suelo. 
Según las observaciones preliminares de los funcionarios de Yichun, la aeronave se rompió mientras estaba en el proceso de aterrizaje alrededor de las 21:36 hora local (13:36 UTC), mientras que el aeropuerto estaba rodeado de niebla. La aeronave aterrizó alrededor de 1,5 km (0,93 millas; 0,81 millas náuticas) antes de la pista y luego se incendió. Los restos del fuselaje se detuvieron a 700 m (2300 pies) de la pista. Algunos pasajeros escaparon a través de huecos en el fuselaje de la cabina. 
Los detalles que rodearon el accidente no estaban claros inmediatamente después del incidente; un funcionario local informó que la aeronave se partió en dos cuando aterrizaba y que los pasajeros fueron arrojados de la aeronave, aunque algunos sobrevivientes dijeron que permaneció intacta hasta que se detuvo lejos de la pista. 
Investigaciones posteriores concluyeron que el primer impacto fue con árboles, a 1.100 m (3.600 pies) del umbral de la pista, a las 21:38:08. A partir de entonces, la aeronave golpeó el suelo con las ruedas del tren de aterrizaje principal, a 1.080 m (3.540 pies) del umbral de la pista de aterrizaje, corriendo en el suelo una distancia de 870 m (2.850 pies), cuando los motores chocaron con el suelo. Con este impacto, los tanques de combustible de las alas se rompieron, derramando combustible y provocando el incendio. Los supervivientes dejaron el avión por la puerta detrás de la cabina y por las aberturas del fuselaje. Debido al impacto no se pudieron abrir las salidas de emergencia y se acumuló una gran cantidad de humo en la cabina. El piloto, que sobrevivió al accidente, no pudo organizar ni realizar la evacuación de los pasajeros.

## Aeronave y tripulación
El avión involucrado era un Embraer E190 LR, un avión de pasajeros bimotor registrado en China como B-3130. Fue construido en Brasil en 2008, con el número de serie del fabricante 19000223, y entregado a la aerolínea en diciembre de 2008. En el momento del accidente, la aeronave había volado 5.110 horas y había completado 4.712 ciclos de vuelo.
El capitán era Qi Quanjun, de 40 años, y el primer oficial, Zhu Jianzhou, de 27 años. El informe final no indicó la experiencia de la tripulación de vuelo.

## Víctimas
El avión estaba en una configuración de dos clases con seis asientos ejecutivos y 92 asientos económicos, pero en el momento del accidente solo tenía 91 pasajeros. Además de los pasajeros, la aeronave tenía una tripulación de cinco (dos tripulantes de vuelo, un sobrecargo, un asistente de vuelo y un oficial de seguridad), para un total de 96 a bordo. 
Los informes iniciales sugirieron que 53 personas sobrevivieron al accidente, mientras que 43 fueron encontradas muertas en el lugar; informes posteriores corrigieron el número de muertos a 42 porque el cuerpo de una víctima fue destrozado. La mayoría de los muertos estaban sentados en la parte trasera del avión. De los 54 supervivientes, 17 sólo tenían heridas leves, pero dos sufrieron quemaduras graves y murieron en el hospital. 
Muchos pasajeros participaron en una conferencia nacional sobre recursos humanos y empleo, incluido el viceministro Sun Baoshu y otros funcionarios del Ministerio de Recursos Humanos y Seguridad Social de China. Dos participantes de Chengdu se encontraban entre las víctimas mortales. 
El capitán Qi sobrevivió al accidente, aunque sufrió graves heridas en la cara.

## Consecuencias
Las tripulaciones comenzaron inmediatamente a buscar sobrevivientes, aunque los esfuerzos se vieron obstaculizados por la densa niebla. Esta fase de la operación de rescate duró alrededor de ocho horas antes de que el personal en el lugar comenzara a limpiar los restos la mañana después del accidente. 
Henan Airlines canceló todos los vuelos en los días posteriores al incidente y despidió al gerente general de la aerolínea. A nivel nacional, las aerolíneas chinas realizaron más controles de seguridad en respuesta al accidente. 
La Administración de Industria y Comercio de la provincia de Henan anunció días después del incidente que había rescindido el registro del nombre de empresa de Henan Airlines y exigió que el operador de la aerolínea restaurara su nombre original de Kunpeng Airlines. La administración citó como razones de su decisión que el nombre de Henan Airlines había causado un malentendido público y dañó enormemente la imagen de la provincia, que no tiene participación en el operador de la aerolínea. Esta medida fue recibida de inmediato con críticas de los medios, que cuestionaron la validez de la interferencia de la administración con los derechos de Henan Airlines a elegir el nombre. También se reveló que la provincia había ofrecido condiciones favorables para atraer al operador de la aerolínea a adoptar su nombre actual, y luego celebró el cambio de nombre. 
El 31 de agosto, Henan Airlines anunció que pagaría 960.000 yuanes (alrededor de $140.000 USD) a los familiares de cada persona muerta en el accidente. El pago fue requerido por la ley de aviación civil de la República Popular China.

## Investigación
Tanto la Administración de Aviación Civil de China (CAAC) como el fabricante de la aeronave, Embraer, enviaron equipos de investigadores al lugar del accidente. La Junta Nacional de Seguridad en el Transporte de EE. UU. Designó un representante acreditado, ya que los motores General Electric CF34 de la aeronave se fabricaron en EE. UU. Los registradores de vuelo se recuperaron en el lugar y se enviaron a Beijing para su análisis. 
Al principio de la investigación, el foco de la investigación fueron las calificaciones del piloto, ya que se supo que más de un centenar de pilotos que volaban para Shenzhen Airlines, la empresa matriz de Henan Airlines, habían falsificado sus afirmaciones de experiencia de vuelo. 
Los investigadores de la Administración Estatal de Seguridad Laboral concluyeron que el capitán, en su primer vuelo a Yichun, apagó el piloto automático y se acercó a la pista cubierta por niebla de radiación a pesar de que una visibilidad de 2.800 m (9.200 pies) estaba por debajo del mínimo de 3.600 m (11.800 pies).  Además, la tripulación descendió por debajo de la altitud mínima de descenso aunque no se había establecido contacto visual con la pista. 
La tripulación tampoco pudo iniciar una aproximación frustrada cuando las llamadas del radio altímetro indicaron que el avión estaba cerca del suelo y que la comunicación y cooperación dentro de la tripulación era insuficiente, a pesar de los riesgos de seguridad conocidos en ese aeropuerto. 
El 25 de diciembre de 2014, el capitán Qi fue sentenciado a tres años de prisión por su participación en el accidente. Sin embargo, Qi apeló la decisión al día siguiente, y su abogado citó que la sentencia era «demasiado dura» y que Qi «no era la única persona responsable del accidente».